# Bruno Henrique
Bruno Henrique Pinto (* 30. prosince 1990), známý jako Bruno Henrique, je brazilský fotbalista, který hraje jako křídlo za Flamengo.
V roce 2015 debutoval v Campeonato Brasileiro Série A za Goiás Esporte Clube. Přestoupil do Německa, za VfL Wolfsburg však odehrál pouze 17 zápasů, než se za 4 miliony eur přestoupil zpět do Brazílie, do Santosu. V lednu 2019 přestoupil do Flamenga a hned v prvním roce v klubu vyhrál Campeonato Carioca, Campeonato Brasileiro Série A a Copa Libertadores.
Bruno Henrique debutoval v seniorské reprezentaci Brazílie v roce 2019.